# جولیا مائنتسا
جولیا مائنتسا (ایتالیایی: Giulia Maenza؛ زادهٔ ۱۵ دسامبر ۱۹۹۹) بازیگر و مدل اهل ایتالیا است.
از فیلم‌هایی که وی در آن‌ها نقش داشته است، می‌توان به ریسمان نامرئی اشاره نمود.